# 春田なな
春田 なな（はるた なな、1985年6月30日 - ）は、日本の漫画家。新潟県出身。血液型O型。

## 略歴等
- 2000年 - 「愛の♥愛のしるし」（『りぼんオリジナル』（集英社）12月号に掲載）でデビュー[1]。デビュー当時は中学3年生だった[2]。
- 2001年 - 学生漫画家として『りぼんオリジナル』などで読み切り作品を複数発表。2002年、『りぼん』（集英社）にて初連載作「侍ダーリン」（全3話）を発表。その後同誌にて「いとしのご主人サマ」（2003年）、「サボテンの秘密」（2004年）、「ラブ・ベリッシュ!」（2005年）、「チョコレートコスモス」（2007年）、などの連載作を手がける。
- 2009年 - 「スターダスト★ウインク」以降、カラーイラストにCGを導入している。

## 作品リスト
- ティーンズブルース（『りぼんオリジナル』2002年2月号）ISBN 4-08-856397-2
  - 愛の♥愛のしるし（デビュー作品、『りぼんオリジナル』2000年12月号）
  - 空に咲く花（『りぼんオリジナル』2001年6月号）
  - ゴキゲンだぜ!（『りぼん』2001年秋のびっくり大増刊号）
  - 空色NO.青（『りぼんオリジナル』2002年6月号）
- 侍ダーリン（初連載、『りぼん』2002年11月号 - 2003年1月号、全1巻）ISBN 4-08-856468-5
  - 透明少女（『りぼんオリジナル』2002年8月号）
  - ××なお年頃（『りぼんオリジナル』2003年4月号）
- いとしのご主人サマ（『りぼん』2003年5月号 - 2003年9月号、全1巻）
- サボテンの秘密（『りぼん』2004年2月号 - 2005年6月号、全4巻）
  - その先のスイート（『りぼん』2005年2月号別冊付録、「サボテンの秘密」3巻収録）
  - お子様ブラット（『りぼん』2005年7月号別冊付録、「サボテンの秘密」4巻収録）
- ラブ・ベリッシュ!（『りぼん』2005年9月号 - 2007年5月号、全5巻）
  - 王子サマのたまご（『りぼん』2006年春のチャレンジ!大増刊号、「ラブ・ベリッシュ!」2巻収録）
  - クリスマスに天使（『りぼん』2007年お正月超びっくり大増刊号、「ラブ・ベリッシュ!」4巻収録）
- チョコレートコスモス（『りぼん』2007年9月号 - 2008年11月号、全4巻）
  - イエス オア キス（2008年春の大増刊号りぼんスペシャル、「チョコレートコスモス」2巻収録）
- スターダスト★ウインク（『りぼん』2009年2月号 - 2013年2月号、全11巻）
- つばさとホタル（『りぼん』2013年9月号 - 2017年12月号、全11巻）
- 6月のラブレター（『りぼん』2018年7月号 - 2019年9月号、全3巻）
- キスで起こして。[3]（『りぼん』2020年5月号[4] - 2022年7月号、2023年6月号 - 2024年7月号[5]、全8巻）

### 単行本未収録
- 君は知らない I love you（作画：四元シマコ、『別冊マーガレット』2025年9月号[6]） - 原作担当[6]。

## 関連人物
- いしかわえみ[7] - アシスタント経験者。
- 雪丸もえ[7] - アシスタント経験者。